# Disprozij
Disprozij je kemijski element atomskog (rednog) broja 66 i atomske mase 162.500(1). U periodnom sustavu elemenata predstavlja ga simbol Dy.
Disprozij je 1886. godine otkrio Paul Emile Lecoq de Boisbaudran (Francuska). Ime mu dolazi od grčke riječi dysprositos što znači "teško se dobiva". To je srebrni metal dovoljno mekan da se može rezati nožem. Na sobnoj temperaturi ne reagira s kisikom iz zraka. Burno reagira s vodom i topljiv je u kiselinama. Metal se zapali na zraku ako se zagrije. Dobro apsorbira neutrone.